# 庄野直之
庄野 直之（しょうの なおゆき、1957年 - ）は、日本の実業家。フッ素樹脂加工などを手がける中興化成工業株式会社代表取締役会長 社長執行役員。福岡県出身。

## 略歴
福岡県立修猷館高等学校を経て、早稲田大学政治経済学部卒業。住友商事北京事務所鉄鋼本部長を経て、1999年、中興化成工業に入社、代表取締役専務・副社長を歴任。2007年より代表取締役・社長執行役員に就任。2017年より現職。
2008年から2010年まで日本弗素樹脂工業会会長を務めた。公益社団法人横浜インターナショナルテニスコミュニティ会長。長崎県公立大学法人経営協議会委員。
2022年、日刊工業新聞社主催の第40回優秀経営者顕彰　地域社会貢献者賞を受賞。

## 人物
縁があって中興化成工業に入社すると、当時のフッ素樹脂コーティングの加工工程は、職人の経験と勘に頼るところの多い「匠の世界」であり、そこからさらに高品質の追求と管理を徹底するために、ISO（国際標準化機構）の認証を取得するなど業務改革に乗り出す。オリジナル機械の導入やシステムの構築に関わり自動化を進めた結果、国内外の空港や大型スポーツ施設向け屋根材などで世界的評価も高まり、フッ素屋根膜材を作れる国内唯一のメーカーとして、社長に就任するころまでには他社の追随を許さない独自技術を確立した。 
同社は2014年にグッドカンパニー大賞グランプリ、2015年にはふるさと企業大賞（総務大臣賞）、2020年版経産省グローバルニッチトップ企業100選を受賞している。
妻の多香子は稲尾和久の長女。